# Chapelle des marins de Saint-Vaast-la-Hougue
Pour les articles homonymes, voir Chapelle des Marins.
La chapelle des Marins de Saint-Vaast-la-Hougue, reste de l'ancienne église paroissiale, se dresse sur le territoire de la commune française de Saint-Vaast-la-Hougue, dans le département de la Manche, en région Normandie. Elle est aujourd’hui dédiée aux Péris en mer.
La chapelle est inscrite au titre des monuments historiques.

## Localisation
La chapelle, dédiée de nos jours aux Péris en mer, est située entre la grande jetée du port et le chemin d'accès à la presqu'île de la Hougue sur la commune de Saint-Vaast-la-Hougue, dans le département français de la Manche.

## Historique
La chapelle est ce qui subsiste du chœur voûté du XIIe siècle et de l’abside circulaire romane de l'église paroissiale, primitive de Saint-Vaast-la-Hougue, construite au XIe siècle et démolie en 1864, entourée de son cimetière marin.
Vers 1730, fut ajouté contre le chœur du côté sud, une tour carrée, coiffée d'une modeste flèche. En 1752, l'église devint trop petite pour accueillir toute la population. C'est alors qu'un projet d'agrandissement vit le jour, que le roi rejeta.
Ce n'est que quelques années plus tard, en 1805, que le curé (M. Levéel), réalisa ce travail. Il y ajouta une nef latérale, une chapelle côté nord et fit construire une sacristie. Le cimetière marin qui entourait l’ancienne église a été reconstitué avec les pierres tombales de la paroisse de Rideauville rattachée à la commune de Saint-Vaast-la-Hougue sous la Révolution.
Le chœur aurait dû être rasé également en 1864, lorsqu'on installa une batterie de canons, mais il fut conservé. Du cimetière, il ne reste plus que quelques tombes quasiment illisibles sur le pourtour immédiat de la chapelle.

## Description
De l'époque romane subsiste l'abside datée des XIe et XIIe siècles. Une partie de l'édifice date du XIXe siècle. On peut voir des restes de modillons sculptés.
Selon Léopold Delisle, « l'église était composée d'une nef avec des bas-côtés, d'un petit clocher couvert d'ardoise à peu près central ; le chœur entouré de corbeaux grotesques se terminait par une abside arrondie plus ancienne que la nef. Cette dernière se terminait à son tour par un contrefort plat percé d'une petite fenêtre romane. le portail ouest datait sans doute du XIIIe siècle. Il était composé de chapiteaux soutenus par six petites colonnes cylindriques, à raison de trois de chaque côté. Une croix en relief se trouvait dans le remplissage du portail. La nef à bas-côtés était constituée de cinq arches soutenues par des colonnes cylindriques de la même époque que le portail. Le chœur était bas et voûté, entièrement roman comme les colonnes qui le soutenaient ».

## Protection
La chapelle est inscrite au titre des monuments historiques par arrêté du 18 novembre 1952.

## Mobilier
L'édifice abrite notamment une statue de saint Vaast en pierre polychrome du XVIe siècle.

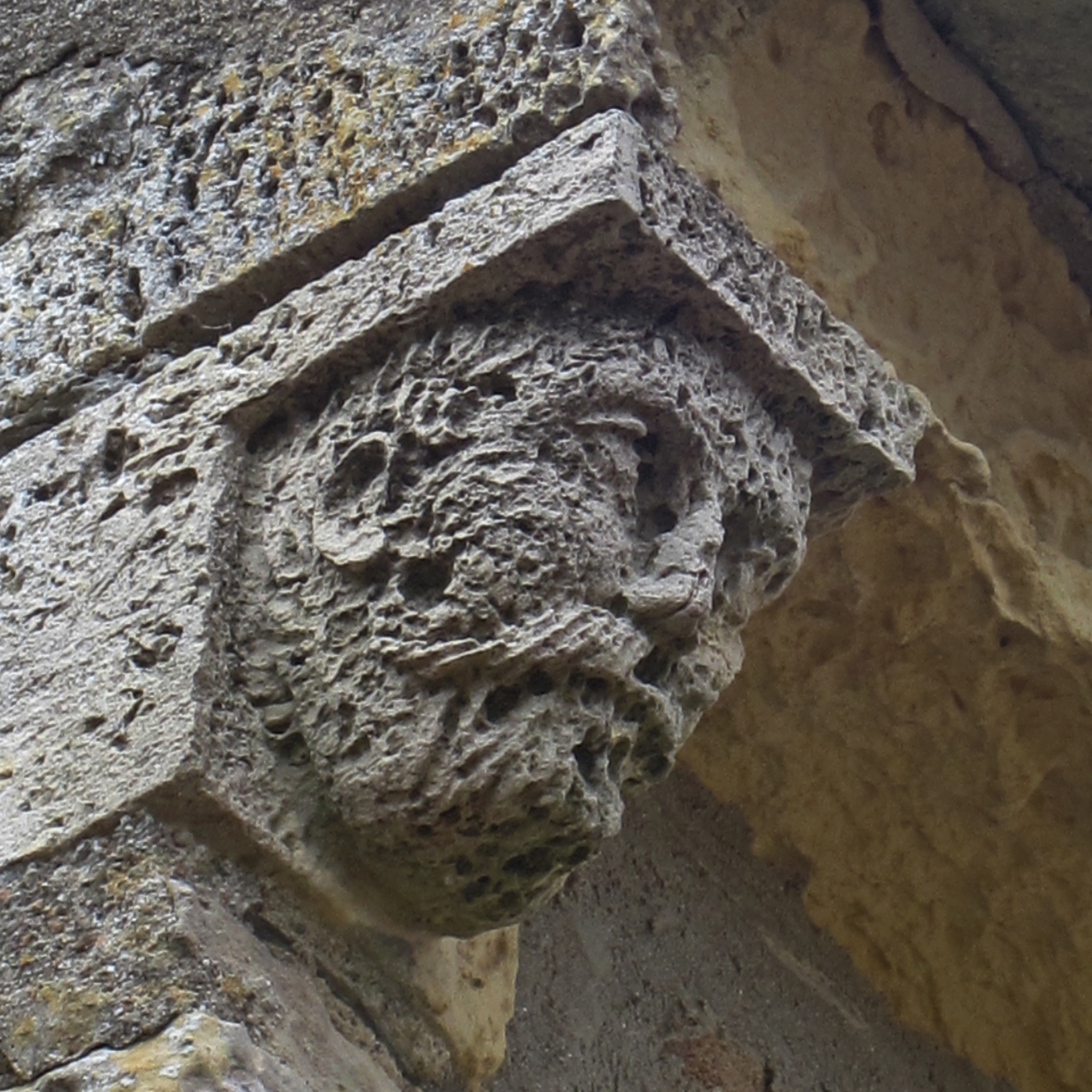
Un corbeau.
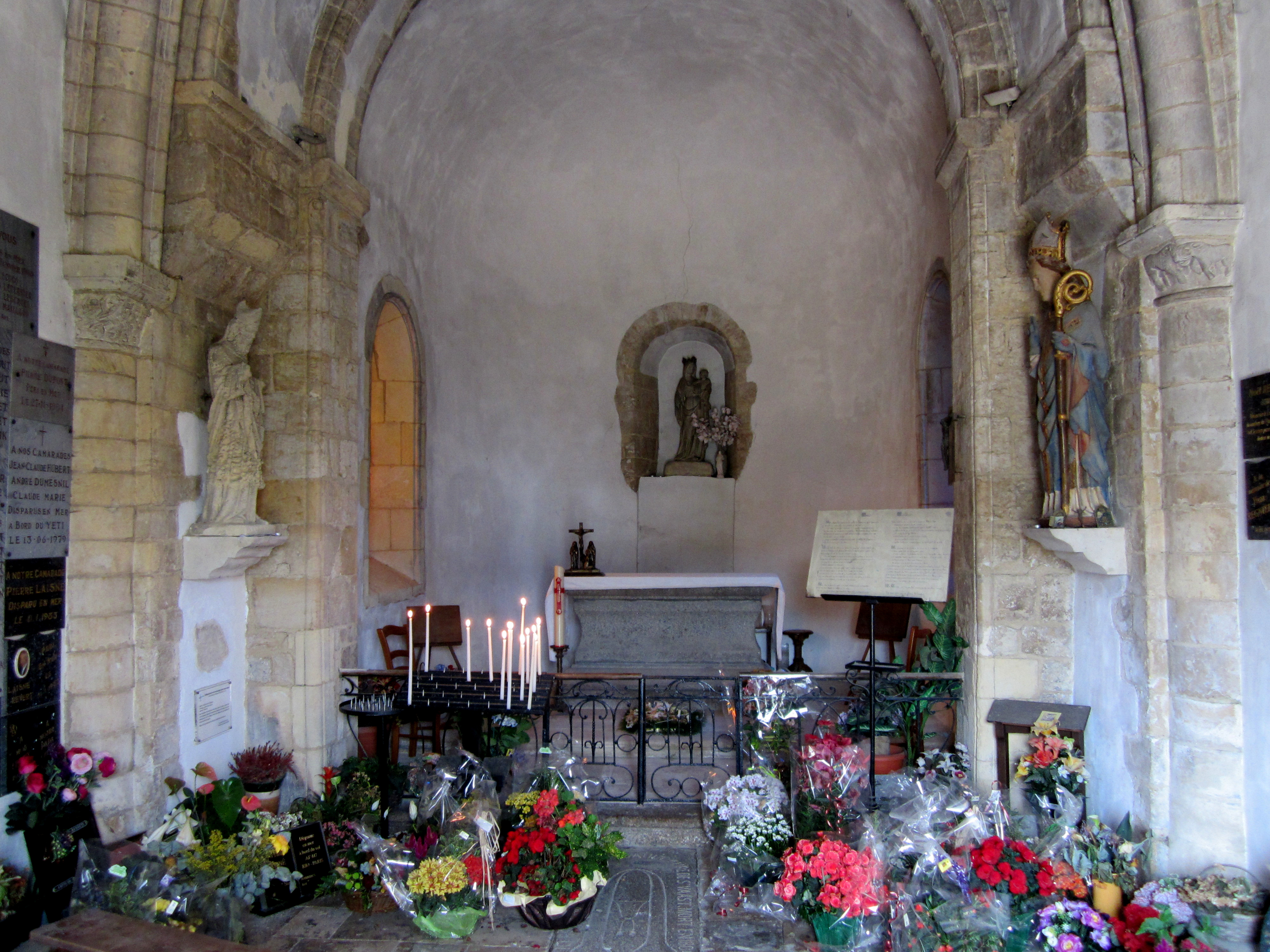
La nef.
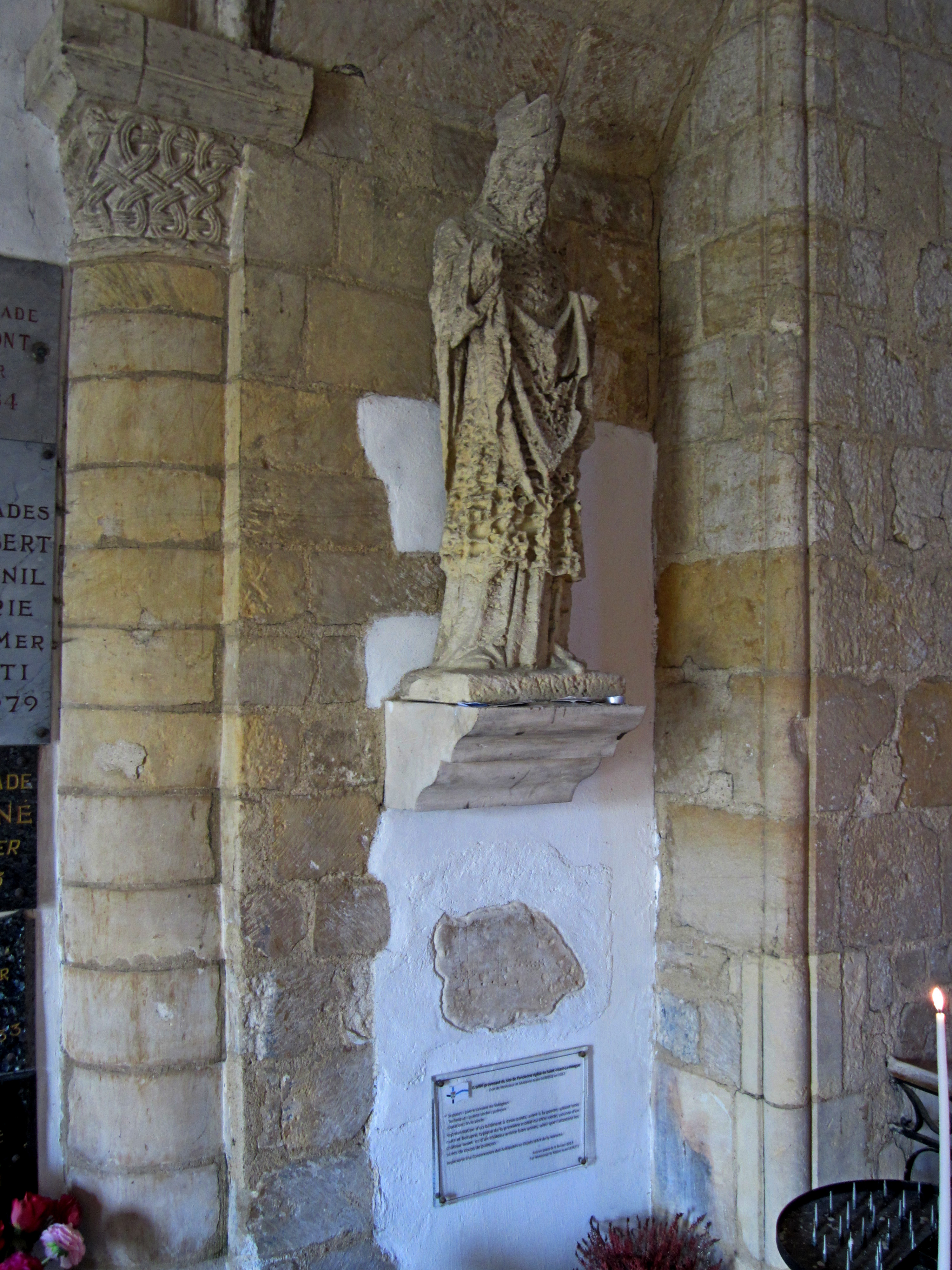
La statue de saint Vaast et un grafitti du XVIe siècle représentant une caraque[7].